# Tamopsis kimberleyana
Tamopsis kimberleyana là một loài nhện trong họ Hersiliidae. T. kimberleyana được miêu tả năm 1998 bởi Martin Baehr & Barbara Baehr.